# Chiesa di Sant'Eustorgio (Arcore)
La chiesa di Sant'Eustorgio, dedicata a Sant'Eustorgio da Milano, è stato edificata tra il 1759 e il 1805 e si trova nella Piazza della Chiesa della città lombarda di Arcore, in provincia di Monza e Brianza ed arcidiocesi di Milano.

## Storia

### La Chiesa Vecchia
Il primo luogo di culto a sorgere nell'area attualmente occupata dalla Piazza della Chiesa fu la Ecclesia Sancti Eustorgi in loco Archuri, a pochi metri dal torrente Molgorana, ora interrato, corrispondente alle attuali via Trento e Trieste e via Piave. Le più antiche testimonianze che attestano la presenza della chiesa già nel corso del XIII secolo sono il Liber Notitiæ Sanctorum Mediolani (XIII sec. c.ca) ed alcuni documenti compresi tra il 1192 ed il 1271 sul pagamento di decime alla Pieve di Vimercate.
Ma già ai tempi del primo parroco di Arcore, Luigi Mozato (1566-1603), la collocazione e le dimensioni della chiesa si erano modificate, come testimoniato dagli archivi della parrocchia, ipotizzando quindi una sua demolizione e ricostruzione oppure, come è più probabile supporre, un progressivo ampliamento della stessa nel corso dei tre secoli di vita.

### La seconda Chiesa
Un nuovo ammodernamento ed ingrandimento dell'edificio ecclesiastico avvenne sotto il parroco Giovanni Battista Tagliasacco (1684-1731), con la soprelevazione dello spiazzo antistante ed il rifacimento della scalinata d'accesso al sagrato e di ciò sono testimoni le mappe catastali tracciate nel 1720 dai geometri dell'Impero Austroungarico, da poco subentrati alla Spagna nel dominio della Lombardia.

### La nuova Chiesa
Con il graduale aumento demografico, e con la progressiva edificazione delle ville di delizia quali la Villa Borromeo d'Adda e la Villa San Martino, crebbe la necessità di una nuova chiesa che riuscisse a soddisfare le esigenze della cittadina. I lavori di costruzione partirono nel 1759, impostati sul retro della chiesa vecchia, con i primi lavori di scavo e di fondazione. A partire dal 1760 si passò all'elevazione della parte muraria per giungere, nel 1776, al completamento dell'abside e di due cappellette laterali.
Alla fine dei lavori mancavano ancora altre due cappelle, il campanile, la facciata ed il pronao, ma a causa della difficoltà di portare avanti un progetto così dispendioso, la parrocchia dovette chiedere aiuti finanziari ai potenti del paese (soprattutto le ricche famiglie Durini e D'Adda) grazie ai quali si poterono riprendere, pur con qualche rallentamento, i lavori.
Nel 1789 venne definitivamente abbattuta la chiesa vecchia, ormai interamente inglobata in quella di nuova costruzione, e nel 1805 avvenne il completamento dei lavori esterni. 
Durante i successivi 85 anni si procedette alla costruzione degli altari, dei pavimenti, degli affreschi e delle altre decorazioni ed infine, nel 1891, avvenne la consacrazione, alla presenza del cardinale Agostino Gaetano Riboldi, dopo più di 130 anni di lavori. 
Tra gli ultimi e più recenti interventi ricordiamo infine il prolungamento di circa 15 m della navata con l'inserimento di due nuovi altari, tra il 1925 ed il 1926, e la costruzione, nel corso degli anni trenta, del porticato a colonne in serizzo e della attuale facciata.

## Descrizione

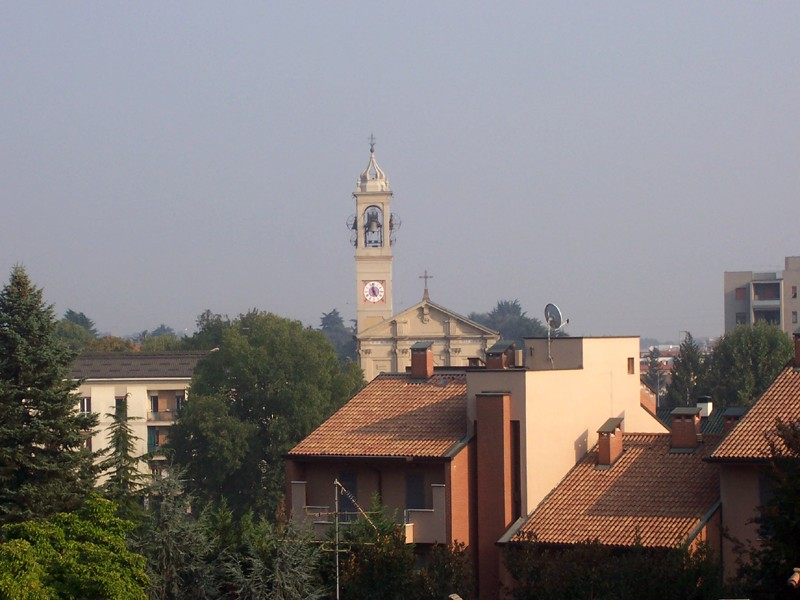
Facciata e campanile della chiesa viste dalla Villa Ravizza.

### Esterno
L'attuale architettura esterna - la quale risente di forti influssi neoclassici - presenta una imponente facciata marmorea a doppio ordine, preceduta da un ampio pronao sormontato da un parapetto; il tutto, finemente decorato, si affaccia su piazza della Chiesa, parzialmente pedonalizzata, circondata da strutture ecclesiastiche alla sua destra, e da edifici residenziali e commerciali sui restanti lati.
In alto, due nicchie ospitano le statue di due santi: a sinistra sant'Apollinare, a destra San Martino, in tributo ai due antichi monasteri arcoresi di epoca medievale dedicati, appunto, a questi due importanti personaggi della cristianità.

### Interno
All'interno, una lunga navata, percorsa ad intervalli regolari da due cappellette ad ogni lato, si snoda fino all'abside, dove si erge l'altare maggiore, posto su di un piano rialzato ed arricchito da quadri, paramenti e oggetti sacri. Le volte sono riccamente affrescate di scene bibliche, così come le pareti, solcate da colonne corinzie in rilievo e stucchi. Infine sono presenti, poste sul rialzo della navata centrale, vetrate piombate policromatiche.

### Organo a canne
Sulla cantoria in controfacciata, si trova l'organo a canne, costruito nel 1992 dalla ditta organaria Dell'Orto & Lanzini. Lo strumento, a trasmissione integralmente meccanica, ha due tastiere di 54 note ciascuna ed una pedaliera dritta di 30.